# نسبت همبستگی
در آمار، نسبت همبستگی یا نرخ همبستگی (به انگلیسی: Correlation ratio)، معیاری از رابطه منحنی بین پراکندگی آماری در دسته‌های فردی و پراکندگی در کل جامعه یا نمونه است. اندازه‌گیری به عنوان نسبت دو انحراف استاندارد که این نوع تغییر را نشان می‌دهد تعریف می‌شود. زمینه در اینجا مانند ضریب همبستگی درون‌دسته‌ای است که مقدار آن مجذور نرخ همبستگی است.